# Eksjö (gemeente)
Eksjö is een Zweedse gemeente in Småland. De gemeente behoort tot de provincie Jönköpings län. Ze heeft een totale oppervlakte van 877,5 km² en telde 16.571 inwoners in 2004.

## Plaatsen
| #  | Plaats             | Bevolking |
| -- | ------------------ | --------- |
| 1  | Eksjö (plaats)     | 9 676     |
| 2  | Mariannelund       | 1 554     |
| 3  | Ingatorp           | 501       |
| 4  | Hult               | 473       |
| 5  | Hjältevad          | 345       |
| 6  | Bruzaholm          | 274       |
| 7  | Lyckebergs sjukhem | 172       |
| 8  | Höreda             | 142       |
| 9  | Värne              | 124       |
| 10 | Bellö              | 101       |
| 11 | Bengtsgården       | 58        |